# 丹陽郡 (江蘇省)
丹陽郡（たんよう-ぐん）は、中国にかつて存在した郡。丹楊郡とも書かれる。漢代から唐代にかけて、現在の江蘇省の長江以南に設置された。

## 概要
秦のとき、鄣郡が立てられた。
紀元前109年（元封2年）、鄣郡は丹陽郡と改称された。前漢の丹陽郡は揚州に属し、宛陵・於潜・江乗・春穀・秣陵・故鄣・句容・涇・丹陽・石城・胡孰・陵陽・蕪湖・黝・溧陽・歙・宣城の17県を管轄した。
後漢のとき、丹陽郡は宛陵・溧陽・丹陽・故鄣・於潜・涇・歙・黝・陵陽・蕪湖・秣陵・湖熟・句容・江乗・春穀・石城の16県を管轄した。
西晋のとき、丹陽郡は建業・江寧・丹楊・于湖・蕪湖・永世・溧陽・江乗・句容・湖熟・秣陵の11県を管轄した。
318年（大興元年）、東晋が建てられ、建康に都が置かれたことから、丹陽郡は丹陽尹と改められた。
南朝宋のとき、丹陽尹は建康・秣陵・丹楊・江寧・永世・溧陽・湖熟・句容の8県を管轄した。
南朝斉のとき、丹陽尹は建康・秣陵・丹陽・溧陽・永世・湖熟・江寧・句容の8県を管轄した。
589年（開皇9年）、隋が南朝陳を滅ぼすと、丹陽尹は廃止されて、蔣州に編入された。607年（大業3年）に州が廃止されて郡が置かれると、蔣州は丹陽郡と改称された。丹陽郡は江寧・当塗・溧水の3県を管轄した。
620年（武徳3年）、唐が杜伏威を屈服させると、丹徒県に潤州を置いた。742年（天宝元年）、潤州は丹陽郡と改称された。758年（乾元元年）、丹陽郡は潤州と改称され、丹陽郡の呼称は姿を消した。